# Лоун-Трі (Айова)
Лоун-Трі (англ. Lone Tree) — місто (англ. city) в США, в окрузі Джонсон штату Айова. Населення — 1357 осіб (2020).

## Географія
Лоун-Трі розташований за координатами 41°29′12″ пн. ш. 91°25′34″ зх. д. / 41.48667° пн. ш. 91.42611° зх. д. (41.486656, -91.426210).  За даними Бюро перепису населення США в 2010 році місто мало площу 2,70 км², уся площа — суходіл.

## Демографія
Згідно з переписом 2010 року, у місті мешкало 1300 осіб у 505 домогосподарствах у складі 335 родин. Густота населення становила 482 особи/км².  Було 539 помешкань (200/км²).
Расовий склад населення:
| - 94,8 % — білих - 0,7 % — чорних або афроамериканців - 0,5 % — азіатів - 0,2 % — корінних американців - 1,7 % — осіб інших рас |

До двох чи більше рас належало 2,1 %. Частка іспаномовних становила 4,0 % від усіх жителів.
За віковим діапазоном населення розподілялося таким чином: 26,2 % — особи молодші 18 років, 59,4 % — особи у віці 18—64 років, 14,4 % — особи у віці 65 років та старші. Медіана віку мешканця становила 39,3 року. На 100 осіб жіночої статі у місті припадало 96,7 чоловіків;  на 100 жінок у віці від 18 років та старших — 88,6 чоловіків також старших 18 років.
Середній дохід на одне домашнє господарство  становив 63 061 долар США (медіана — 61 667), а середній дохід на одну сім'ю — 77 498 доларів (медіана — 81 210). За межею бідності перебувало 10,5 % осіб, у тому числі 13,0 % дітей у віці до 18 років та 9,1 % осіб у віці 65 років та старших.
Цивільне працевлаштоване населення становило 688 осіб. Основні галузі зайнятості: освіта, охорона здоров'я та соціальна допомога — 30,1 %, роздрібна торгівля — 10,6 %, мистецтво, розваги та відпочинок — 9,7 %, виробництво — 9,6 %.